# Kazimierz Pirgo
Kazimierz Pirgo (ur. 1879 w Stanisławowie, zm. 2 czerwca 1936 w Krośnie) – polski inżynier, działacz społeczny.

## Życiorys
Urodził się w 1879 w Stanisławowie. We wrześniu 1898 zdał egzamin dojrzałości w C. K. Wyższej Szkole Realnej we Lwowie. Ukończył studia na Politechnice Lwowskiej uzyskując tytuł inżyniera.
Został zatrudniony w administracji pod zaborem austriackim i początkowo elewem przy geometrach – c. k. urzędnikach do utrzymywania ewidencji katastru podatku gruntowego: od około 1901 w Brzozowie, następnie od około 1902 w Rudkach, a od około 1904 sam sprawował stanowisko geometry II klasy w ww. charakterze w Krośnie, od około 1907 pracował w randze geometry I klasy, od około 1912 jako starszy geometra II klasy, a do 1918 w randze I klasy. Był zatrudniony na stanowisku kierownika urzędu katastralnego w Krośnie.
Udzielał się społecznie na obszarze tego miasta i okolic. Działał w Lidze Obrony Powietrznej i Przeciwgazowej, pełnił funkcje prezesa koła L. O. P. P. w Krośnie oraz sekretarza i wicesekretarza obwodu powiatowego L. O. P. P.. Sprawował stanowisko prezesa Krośnieńskiego Koła Szybowców (zalążek Aeroklubu Podkarpackiego). Wskutek jego starań powstało lotnisko Krosno, a w ramach koła wybudowano dwa szybowce. Był także członkiem Straży Pożarnej. Do końca życia pełnił stanowisko prezesa Towarzystwa Gimnastycznego „Sokół” w Krośnie. W połowie lat 30. był członkiem zarządu Powiatowej Komisji Oświaty Pozaszkolnej w Krośnie. Był radnym rady miejskiej w Krośnie i członkiem rady powiatowej. Dekretem wojewody lwowskiego z 31 października 1935 został upoważniony do wykonywania zawodu mierniczego przysięgłego z siedzibą w Krośnie przy ul. Legionów 616 (przysięgę złożył 7 listopada 1935 i został wpisany na listę mierniczych przysięgłych).
1 czerwca 1936 pełniąc w Krośnie funkcję komisarza zawodów lotniczych „VII Lotu Południowo-Zachodniej Polski im. kpt. Żwirki” odniósł obrażenia po tym, gdy pilot Rayski z Aeroklubu Lwowskiego (student Politechniki Lwowskiej) podczas lądowania samolotem RWD-8 uderzył w stolik sędziowski. W zdarzeniu utracił rękę odciętą przez śmigło maszyny oraz doznał obrażeń wewnętrznych, wskutek czego zmarł nazajutrz 2 czerwca 1936 w szpitalu. Został pochowany na Cmentarzu Łyczakowskim we Lwowie 5 czerwca 1936.
Siedzący podczas wypadku przy stoliku inni członkowie komisji sędziowskiej ocaleli odskakując na bok bądź padając na ziemię. Sprawca wypadku wyjaśnił, że skierował pilotowany samolot w stronę stolika jury po tym, gdy dwie inne maszyny rzekomo zajechały mu drogę podczas lądowania.

## Odznaczenia
- Złota Odznaka Honorowa Ligi Obrony Powietrznej i Przeciwgazowej (przed 1938)[1][25][26]
- Krzyż Jubileuszowy dla Cywilnych Funkcjonariuszów Państwowych – Austro-Węgry (przed 1912)[10][13]